# Manuel Costa
Manuel Costa (Vilafranca del Penedès, 11 ottobre 1921 – ...) è stato un ciclista su strada spagnolo.
Professionista dal 1942 al 1949, alla Vuelta a España ottenne un secondo posto nella classifica generale finale nel 1947 e vestì per ventiquattro giorni la maglia amarillo.

## Carriera
Corse come professionista dal 1942 al 1949, soprattutto come indipendente e poi per tre stagioni con la Casa Galindo. Di lui non si conosce molto, si sa che fece parte delle nazionali spagnole che presero parte alla Vuelta a España negli anni quaranta e proprio alla Vuelta ottenne i migliori risultati, un secondo posto nella classifica generale finale nel 1947 e ventiquattro giorni in maglia amarillo.
Nel 1945 partecipò alla sua prima Vuelta a España, la prima edizione dopo i due anni di pausa causati dalla seconda guerra mondiale priva di un vero favorito. Costa, quasi totalmente sconosciuto, riuscì a concludere la prova all'undicesimo posto ad oltre un'ora e mezza da Delio Rodríguez che alla fine dominò l'edizione.
Nella Vuelta dell'anno seguente, pur non partendo tra i favoriti, Costa si mise nuovamente in luce: ottenne un terzo posto nella tappa con arrivo a Siviglia, la quarta, e due secondi nella quinta e decima tappa. Proprio nella quinta frazione riuscì anche a conquistare la vetta della generale con diversi minuti di vantaggio proprio sui favoriti della vigilia, ma non seppe reggere la pressione della corsa e, complice anche la condizione degli avversari, perse il primato nella diciottesima tappa a favore di Langarica che poi vinse la corsa. Costa chiuse al quarto posto a circa ventiquattro minuti di ritardo, sbalzato fuori dal podio per meno di un minuto da Jan Lambrichs terzo dietro a Berrendero.
Nel 1947 Costa sembrava sul punto di poter vincere la corsa e conquistò la maglia amarillo grazie ai due secondi posti ottenuti nel corso dell'undicesima e dodicesima tappa. Mantenne il primato fino alla ventunesima tappa, ma proprio qui pagò la sua scarsa propensione nelle cronometro, a favore del più esperto e regolare corridore belga Edward van Dijck. A nulla servirono i tentativi di recuperare il primat nelle tappe successive. Concluse la corsa al secondo posto a circa due minuti dal vincitore.
Si presentò alla Vuleta un'ultima volta nel 1948, quando arrivò terzo nell'ottava tappa e chiuse al sesto posto la classifica generale finale.
Ottenne piazzamenti esclusivamente in corse spagnole: nel 1943 fu quarto alla Volta a Catalunya e vinse una tappa al Grand Prix de la Vittoria.
Nel 1948 fu terzo nella classifica generale della Vuelta a Tarragona, in cui vinse una tappa e nono ancora al Giro di Catalogna.

## Palmarès
- 1943

2ª tappa Grand Prix de la Vittoria
- 1948

2ª tappa Vuelta a Tarragona

## Piazzamenti

### Grandi Giri
- Vuelta a España

1945: 11º
1946: 4º
1947: 2º
1948: 6º